# Färöische Fußballmeisterschaft der Frauen 2003
Die Färöische Fußballmeisterschaft der Frauen 2003 wurde in der 1. Deild genannten ersten färöischen Liga ausgetragen und war insgesamt die 19. Saison. Sie startete am 11. April 2003 mit dem Spiel von B36 Tórshavn gegen HB Tórshavn und endete am 20. September 2003.
Die Aufsteiger AB Argir, EB/Streymur und SÍ Sumba kehrten nach jeweils zwei sowie B71 Sandur nach einem Jahr in die höchste Spielklasse zurück, FS Vágar war der 21. Teilnehmer dieser. Meister wurde Titelverteidiger KÍ Klaksvík, die den Titel somit zum vierten Mal in Folge und zum fünften Mal insgesamt erringen konnten. KÍ blieb über die gesamte Saison verlustpunktfrei, was ansonsten nur KÍ selbst 2004 gelungen war. Absteigen mussten hingegen erstmals HB Tórshavn als Gründungsmitglied der 1. Deild sowie B71 Sandur nach einem Jahr Erstklassigkeit, welche sich beide vom Spielbetrieb zurückzogen.
Im Vergleich zur Vorsaison verbesserte sich die Torquote auf 6,03 pro Spiel, was nach 2004 den zweithöchsten Schnitt seit Einführung der 1. Deild 1985 bedeutete. Den höchsten Sieg erzielte KÍ Klaksvík durch ein 18:0 im Heimspiel gegen AB Argir am 14. Spieltag, was zugleich das torreichste Spiel darstellte.

## Modus
Durch die Aufstockung auf zehn Mannschaften in der 1. Deild und dem Rückzug von B71 Sandur spielte jedes Team nun an 16 Spieltagen jeweils zwei Mal gegen jedes andere, eine Unterteilung in Vor- und Endrunde gab es nicht mehr. Die punktbeste Mannschaft zu Saisonende stand als Meister dieser Liga fest, bei Punktgleichheit entschied der direkte Vergleich.

## Saisonverlauf
KÍ Klaksvík dominierte die Saison und gab keinen einzigen Punkt ab. Bis zum siebten Spieltag konnte B68 Toftir noch mithalten, im direkten Duell am darauffolgenden Spieltag hatten sie auswärts mit 1:8 jedoch deutlich das Nachsehen. Da B68 in den folgenden Spielen nur beim 2:2 im Auswärtsspiel gegen HB Tórshavn am 14. Spieltag weitere Punkte abgab, fiel die Entscheidung um die Meisterschaft erst am vorletzten Spieltag. Im Rückspiel gegen KÍ verlor B68 Toftir vor heimischer Kulisse mit 1:6, so dass KÍ Klaksvík nicht mehr eingeholt werden konnte.
Da sich HB Tórshavn und B71 Sandur vom Spielbetrieb zurückzogen, standen die Absteiger somit fest.

## Abschlusstabelle
| Pl. | Verein             | Sp. | S  | U | N  | Tore    | Diff. | Punkte |
| --- | ------------------ | --- | -- | - | -- | ------- | ----- | ------ |
| 1.  | KÍ Klaksvík (M, P) | 16  | 16 | 0 | 0  | 149:600 | +143  | 48     |
| 2.  | B68 Toftir         | 16  | 12 | 2 | 2  | 065:270 | +38   | 38     |
| 3.  | HB Tórshavn        | 16  | 12 | 1 | 3  | 073:230 | +50   | 37     |
| 4.  | B36 Tórshavn       | 16  | 8  | 3 | 5  | 041:330 | +8    | 27     |
| 5.  | GÍ Gøta            | 16  | 7  | 1 | 8  | 041:500 | −9    | 22     |
| 6.  | EB/Streymur (N)    | 16  | 3  | 2 | 11 | 022:680 | −46   | 11     |
| 7.  | AB Argir (N)       | 16  | 3  | 1 | 12 | 016:790 | −63   | 10     |
| 8.  | SÍ Sumba (N)       | 16  | 2  | 2 | 12 | 007:650 | −58   | 08     |
| 9.  | FS Vágar (N)       | 16  | 2  | 2 | 12 | 014:770 | −63   | 08     |
| 10. | B71 Sandur 1 (N)   | 0   | 0  | 0 | 0  | 000:000 | ±0    | 0      |

| (N) | Aufsteiger       |
| (M) | Meister 2002     |
| (P) | Pokalsieger 2002 |

## Spiele und Ergebnisse
|              | AB     | B36    | B68    | B71    | EB/Str | FSV    | GÍ     | HB     | KÍ     | Sumba  |
| ------------ | ------ | ------ | ------ | ------ | ------ | ------ | ------ | ------ | ------ | ------ |
| AB Argir     |        | 1:6    | 0:3    | 0-:- 2 | 1:3    | 1:0    | 0:3    | 1:9    | 00:10  | 1:0    |
| B36 Tórshavn | 4:0    |        | 3:3    | 0-:- 2 | 7:1    | 5:0    | 1:0    | 1:3    | 1:2    | 4:0    |
| B68 Toftir   | 9:0    | 2:0    |        | 0-:- 2 | 4:1    | 6:0    | 3:2    | 2:0    | 1:6    | 9:0    |
| B71 Sandur   | 0-:- 2 | 0-:- 2 | 0-:- 2 |        | 0-:- 2 | 0-:- 2 | 0-:- 2 | 0-:- 2 | 0-:- 2 | 0-:- 2 |
| EB/Streymur  | 2:2    | 1:4    | 0:7    | 0-:- 2 |        | 2:3    | 1:2    | 0:7    | 00:10  | 0:0    |
| FS Vágar     | 2:1    | 0:0    | 2:3    | 0-:- 2 | 1:5    |        | 2:5    | 0:2    | 01:16  | 0:0    |
| GÍ Gøta      | 6:4    | 2:2    | 3:5    | 0-:- 2 | 4:2    | 7:2    |        | 1:3    | 0:7    | 6:0    |
| HB Tórshavn  | 2:1    | 7:0    | 2:2    | 0-:- 2 | 6:1    | 13:10  | 5:0    |        | 0:8    | 5:0    |
| KÍ Klaksvík  | 18:00  | 10:00  | 8:1    | 0-:- 2 | 10:00  | 11:00  | 10:00  | 4:2    |        | 10:00  |
| SÍ Sumba     | 2:3    | 1:3    | 0:5    | 0-:- 2 | 0:3    | 0-:- 3 | 3:0    | 1:7    | 0:9    |        |

## Torschützenliste
| Platz | Spieler               | Mannschaft  | Tore |
| ----- | --------------------- | ----------- | ---- |
| 1     | Rannvá Andreasen      | KÍ Klaksvík | 46   |
| 2     | Malena Josephsen      | KÍ Klaksvík | 37   |
| 3     | Halltóra Joensen      | HB Tórshavn | 28   |
| 4     | Vivian Bjartalíð      | KÍ Klaksvík | 21   |
| 5     | Elsa Maria Simonsen   | KÍ Klaksvík | 17   |
| 6     | Heidi Heinesen        | GÍ Gøta     | 16   |
| 7     | Mary-Ann Zachariassen | B68 Toftir  | 15   |
| 8     | Maibritt Olsen        | B68 Toftir  | 13   |
| 9     | Hansa Mikkelsen       | GÍ Gøta     | 11   |
| 10    | Malan á Dunga         | HB Tórshavn | 10   |

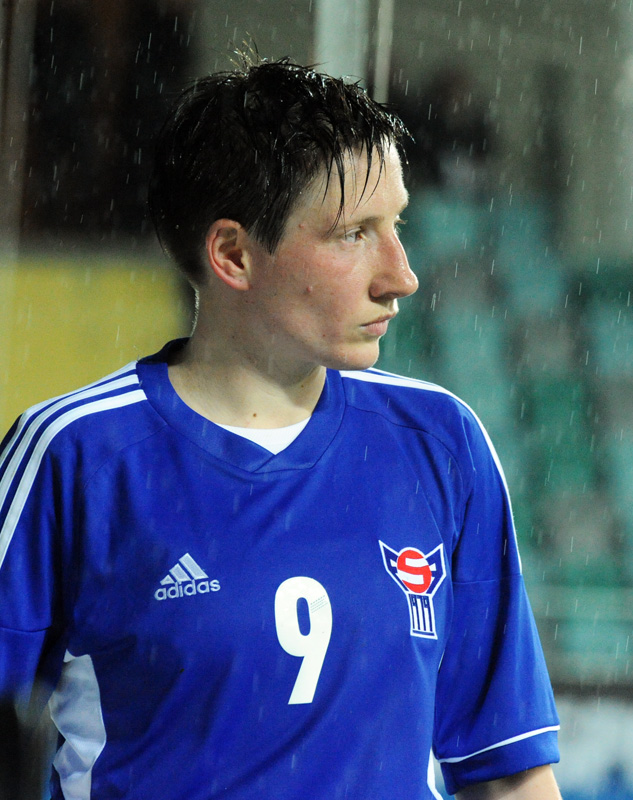
Torschützenkönigin Rannvá Andreasen

Dies war nach 1997, 1998 und 2002 der vierte Titel für Rannvá Andreasen.

## Trainer
| Mannschaft   | Trainer                   | Spieltage |
| ------------ | ------------------------- | --------- |
| AB Argir     | Eyðvør Thomsen            | 1–16      |
| B36 Tórshavn | Jacob Thomsen             | 1–16      |
| B68 Toftir   | Mortan Hansen             | 1–16      |
| B71 Sandur   | unbekannt                 | 0–        |
| EB/Streymur  | unbekannt                 | 1–16      |
| FS Vágar     | unbekannt                 | 1–16      |
| GÍ Gøta      | Malan Mohr                | 1–16      |
| HB Tórshavn  | Andras K. Thomassen       | 1–16      |
| HB Tórshavn  | Sigmundur Pauli Mikkelsen | 1–16      |
| KÍ Klaksvík  | Jón Harald Poulsen        | 1–16      |
| SÍ Sumba     | Sigvald Steinkross        | 1–16      |

## Spielstätten
In Klammern sind bei mehreren aufgeführten Stadien die Anzahl der dort ausgetragenen Spiele angegeben.
| Mannschaft   | Stadion         | Spielort   |
| ------------ | --------------- | ---------- |
| AB Argir     | Inni í Dal (2)  | Sandur     |
| AB Argir     | Inni í Vika (6) | Argir      |
| B36 Tórshavn | Gundadalur      | Tórshavn   |
| B68 Toftir   | Svangaskarð     | Toftir     |
| B71 Sandur   | Inni í Dal      | Sandur     |
| EB/Streymur  | Á Mølini        | Eiði       |
| FS Vágar     | unbekannt       | unbekannt  |
| GÍ Gøta      | Sarpugerði      | Norðragøta |
| HB Tórshavn  | Gundadalur      | Tórshavn   |
| KÍ Klaksvík  | Við Djúpumýrar  | Klaksvík   |
| SÍ Sumba     | Á Krossinum     | Sumba      |

## Schiedsrichter
Folgende Schiedsrichter, darunter auch einer aus Rumänien, leiteten die 71 ausgetragenen Erstligaspiele (zu einem Spiel fehlen die Daten):
| Name                     | Stammverein     | Spiele |
| ------------------------ | --------------- | ------ |
| Andrew Christiansen      | HB Tórshavn     | 05     |
| Jónleif Frederiksen      | B36 Tórshavn    | 05     |
| Janus Petersen           | ÍF Fuglafjørður | 05     |
| Kristin av Kák Joensen   | SÍ Sørvágur     | 04     |
| Eyðun Kjærbo             | VB Vágur        | 04     |
| Ólavur Larsen            | ÍF Fuglafjørður | 04     |
| Jón Kári í Brekkuni      | KÍ Klaksvík     | 03     |
| Ransin Napoleon Djurhuus | HB Tórshavn     | 03     |
| Emil Hentze              | SÍF Sandavágur  | 03     |
| Edvard Højgaard          | NSÍ Runavík     | 03     |
| Jan á Líðarenda          | GÍ Gøta         | 03     |
| Georg Nolsøe Rasmussen   | B36 Tórshavn    | 03     |
| Regin Egholm             | B36 Tórshavn    | 02     |
| Jákup Martin Kjeld       | NSÍ Runavík     | 02     |
| Eugen Voda               | Skála ÍF        | 02     |

Weitere 19 Schiedsrichter leiteten jeweils ein Spiel.

## Die Meistermannschaft
In Klammern sind die Anzahl der Einsätze sowie die dabei erzielten Tore genannt.
| 1. | KÍ Klaksvík |
|    | Rannvá Andreasen (16/46) \| Vivi Andreasen (7/1) \| Vivian Bjartalíð (16/21) \| Malena Josephsen (16/37) \| Annelisa Justesen (16/2) \| Bára Klakstein (16/9) \| Mariann Maslyk (1/0) \| Paula Mikkelsen (11/0) \| Maria við Neyst (11/5) \| Jóhanna Niclasen (9/0) \| Ann Olsen (15/2) \| Una Olsen (14/3) \| Ragna Patawary (14/1) \| Elsa Maria Simonsen (16/17) \| Jensa Sirdal (14/2) \| Anja Sjóstein (3/1) \| Paula Sjóstein (12/0) \| Petra Sjóstein (3/0) - Trainer: Jón Harald Poulsen |

## Auszeichnungen
Nach dem Saisonende gaben die Kapitäne und Trainer der zehn Ligateilnehmer sowie Pressemitglieder ihre Stimmen zur Wahl der folgenden Auszeichnungen ab:
- Spielerin des Jahres: Rannvá Andreasen (KÍ Klaksvík)
- Torhüterin des Jahres: Randi Wardum (HB Tórshavn)
- Nachwuchsspielerin des Jahres: Mary-Ann Isaksen (B68 Toftir)
- Trainer des Jahres: Jón Harald Poulsen (KÍ Klaksvík)

## Nationaler Pokal
Im Landespokal gewann Meister KÍ Klaksvík mit 2:1 gegen HB Tórshavn und erreichte dadurch das Double.

## Europapokal
2003/04 spielte KÍ Klaksvík als Meister des Vorjahres in der Vorrunde des UEFA Women’s Cup und verlor dabei alle drei Spiele. Gegen Fulham LFC (England) unterlag die Mannschaft mit 0:8, gegen Ter Leede Sassenheim (Niederlande) mit 0:5 und gegen FC Codru Anenii Noi (Moldawien) mit 3:5. Die Gruppe wurde somit auf dem letzten Platz beendet.